# Geschriebenes Kantonesisch
Geschriebenes Kantonesisch (chinesisch 粵語白話文 / 粤语白话文, Pinyin Yuèyǔ Báihuàwén, Jyutping Jyut6jyu5 Baak6waa6*2man4, kurz: 粵文 / 粤文,  Yuèwén, Jyutping Jyut6man4) ist die geschriebene Form der kantonesischen Sprache. Bis zum 19. Jahrhundert war das klassische Chinesisch die Schriftsprache Chinas. In den chinesischen Dialekten wurde erst ab dem 17. Jahrhundert geschrieben, und erst im 20. Jahrhundert wurde Mandarin als Basis zur Standardschriftsprache in ganz China auserwählt und zum heutigen modernen Standardchinesisch weiterentwickelt bzw. als dieses verbreitet. Das geschriebene Mandarin ist den Dialektsprechern zwar Wort für Wort verständlich, Unterschiede in Ausdruck, Grammatik und Wortwahl erschweren das Lesen jedoch, sodass Kantonesischsprecher ihre eigene Schrift entwickelt haben. Dies geht so weit, dass sie zum Teil neue Schriftzeichen kreiert haben.
Durch die Digitalisierung haben sich die kantonesischen Schriftzeichen standardisiert und weit verbreitet.

## Geschichte
Vor dem 20. Jahrhundert war das klassische Chinesisch die Schriftsprache Chinas. Es basiert auf dem Altchinesischen. Während die Schriftsprache sich kaum verändert hat, hat sich die gesprochene Sprache stark verändert. Texte auf Basis der gesprochenen Sprache waren selten.
Am Anfang des 20. Jahrhunderts drängten chinesische Intellektuelle auf eine Sprachreform. Sie strebten eine auf der gesprochenen Sprache basierende Schriftsprache, das sogenannte Baihua (白話 / 白话,  Báihuà, Jyutping Baak6waa6*2), an. Aufgrund der politisch gesellschaftliche Erfolge der Bewegung des vierten Mai bzw. der hohen Sprecherzahl wurde Mandarin zur Basis dieser neuen Schriftsprache. Die Standardisierung und Verbreitung dieser auf Mandarin beruhenden Schriftsprache, also das heutige Standardchinesisch bzw. Hochchinesisch, hemmte die Entwicklung einer Schriftsprache in den anderen chinesischen Dialekten. Ihre Sprecher sprachen weiterhin im Dialekt, aber sie schrieben in Standardchinesisch (Hochchinesisch). Von diesem Zeitpunkt an lernte man in Schulen Standardchinesisch (Hochchinesisch) zu sprechen und zu schreiben.
Die Situation des Kantonesischen war jedoch eine andere. Als britische Kolonie war Hongkong von der Entwicklung weniger betroffen und nur wenige Hongkonger sprachen Hochchinesisch (Pǔtōnghuà, 普通話 / 普通话, Jyutping Pou2tung1waa6*2). Das geschriebene Kantonesisch entwickelte sich als Mittel informeller Kommunikation.
Die Verwendung des geschriebenen Kantonesisch konzentriert sich heute vor allem auf Hongkong und Macau. Doch sein informeller Gebrauch ist auch in Guangdong und anderen Regionen des kantonesischen Sprachraums in Südchina anzutreffen. Vor allem im Internet wird es verwendet.

## Kantonesische Schriftzeichen
Geschriebenes Kantonesisch hat viele Schriftzeichen, die man im Standardchinesischen nicht findet, weil sie eigene kantonesische Wörter sind, die im Hochchinesischen nicht gebraucht werden.
In den 1990ern hat die Hongkonger Regierung versucht, diese Zeichen zu standardisieren. Dazu brachte sie das Hong Kong Supplementary Character Set heraus. Die darin enthaltenen Schriftzeichen werden von Unicode unterstützt.

## Schaffung von Schriftzeichen
Die neuen kantonesischen Schriftzeichen wurden auf verschiedene Weise geschaffen:
- Borgen: Schriftzeichen des Standardchinesischen wird eine neue Bedeutung zugewiesen.
- Phonetische Schriftzeichen: Schriftzeichen werden entlehnt und erhalten das „Mund“-Radikal (口); dadurch wird klar, dass das kantonesische Wort so ausgesprochen wird wie das zugehörige Zeichen im Hochchinesischen, es aber nicht die gleiche Bedeutung hat.